# Eternity (filme)
Eternity (bra O Guerreiro do Tempo, ou Eternity - O Guerreiro do Tempo) é um filme estadunidense de 1990, do gênero drama, dirigido por Steven Paul.

## Sinopse
Durante uma sessão de regressão a vidas passadas, jornalista se reconhece como um príncipe medieval cuja mulher é assassinada num complô liderado pelo próprio irmão dele. Já no século XX, reconhece aqueles espíritos encarnados e sai em busca de justiça.

## Elenco
- Jon Voight - Edward/James
- Armand Assante - Romi/Sean
- Wilford Brimley - King/Eric
- Eileen Davidson - Dahlia/Valerie
- Frankie Valli - Taxpayer/Guido